# TOUIX
Toulouse Internet Exchange, ou TOUIX, est un point d'échange Internet dont l'infrastructure physique est située en Occitanie. TOUIX permet aux différents fournisseurs locaux d’accès Internet d'échanger du trafic de manière régionale sans avoir à acheminer les données jusqu'en région parisienne. 

## Origine
En 2009, TOUIX déploie ses premières infrastructures et la première interconnexion à 100 Mbit/s est réalisée entre les deux sociétés InterMediaSud et Fullsave.
Les clients des deux sociétés bénéficient dès lors d'une latence quasi nulle entre elles.

## Réseau
TOUIX est déployé sur quatre points de présence :
- TOUIX 1 : datacenter Cogent (depuis 2009)
- TOUIX 2 : datacenter centrinuity (depuis 2013)
- TOUIX 3 : Hôtel des telecoms de Labège (depuis 2013)
- TOUIX 4 : datacenter TLS00 (depuis mai 2014)

En mai 2015, TOUIX met en place une nouvelle architecture utilisant l'approche IXP, et devient le premier point d'échange Internet Européen utilisant OpenFlow.

## Interconnexions des FAI sur TOUIX
En 2015, il reliait Adistal, Alsatis, AZA Telecom, CapmediaTel, DDO Organisation, FullSave, Ineonet, InterMediaSud, Mediactive Networks, Nanoxion et Tetaneutral.net.